# Тульский государственный музей оружия
Тульский государственный музей оружия — один из старейших и крупнейший музей оружия в России, одна из главных достопримечательностей Тулы. Входит в десятку крупнейших музеев Европы.

## История
Тула в XVI—XVII веках с её кремлём была оборонительным рубежом южной границы страны. Поэтому тульские кузнецы с давних времён освоили технику производства различных видов оружия. Недостатка в сырье у них тоже не было, недалеко от Тулы находился карьер бурого железняка. Близость более крупного и лидирующего предприятия — Московской Оружейной палаты — способствовала наличию небольшого профессионального соперничества в изготовлении оружия. Но всё же тульские мастера наладили хорошие отношения с московскими мастерами и часто обменивались с ними профессиональными навыками. С переездом столицы в Санкт-Петербург первенство в изготовлении оружия перешло к Туле.
В феврале 1712 года по указу Петра I в Туле был основан Тульский оружейный завод, который вскоре начал поставлять большие партии для российской армии. После выхода указа Петра I о «сохранении для памяти на вечную славу» тульские мастера стали сохранять на заводе наиболее красивые и интересные образцы оружия. А появился музей позже, в 1775 году. Екатерина II, будучи в Туле на оружейном заводе, увидела уже большую к этому времени коллекцию оружия и распорядилась создать «Палату редкого и образцового оружия» в заводском арсенале. Но просуществовала Палата недолго и в 1789 году перед предполагаемой перестройкой оружейного завода вся коллекция по распоряжению императрицы была перевезена в Московскую оружейную палату.
На протяжении следующих почти ста лет мастера оружейного завода вновь собирали образцы оружия. В первой половине XIX века в арсенале хранились вещи, связанные с визитами августейших особ, например, в 1844 году изгатавливются специальные шкафы, для хранения памятного оружия. В 1870-х годах начальник завода Владимир Васильевич Нотбек решил возродить музей. На основе возвращённой по его просьбе в Тулу коллекции оружия, переданного когда-то в Оружейную Палату в Москву, и на основе коллекции тульского завода и был создан музей. Его открытие состоялось 30 августа 1873 года в одной из комнат правления завода.
В первые годы советской власти музей был на грани разорения. В периоды восстаний и забастовок рабочих все экспонаты были перемещены в различные мастерские и цеха завода. Опасаясь за сохранность коллекции, ценители трудов предков обратились в вышестоящие органы с просьбой выделить помещение для хранения экспонатов. Ответ был получен и 16 ноября 1924 музейные экспонаты были размещены в одном из цехов завода.
Во время Великой Отечественной войны коллекция музея вместе с заводом была эвакуирована в Медногорск, где пробыла до своего возвращения 12 декабря 1945 года назад в Тулу.

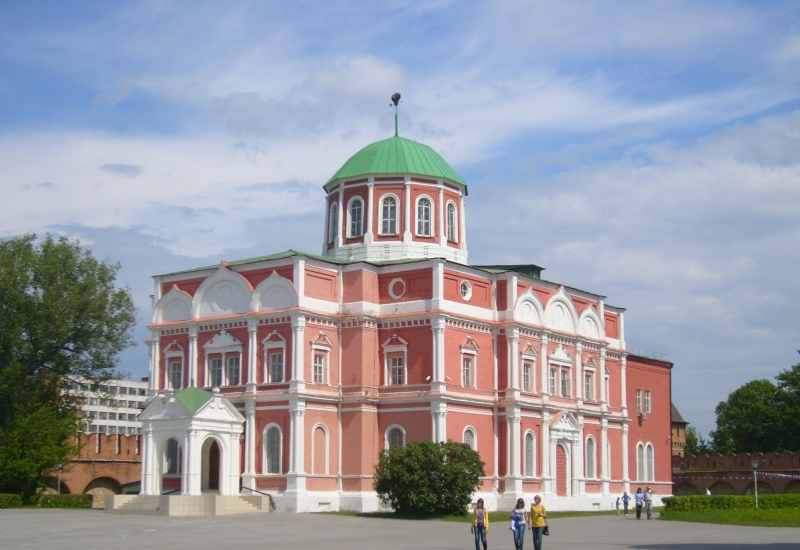
Здание музея оружия в кремле (бывший Богоявленский собор)

В 1959 году музей был перемещён в центр Тулы, так как количество экспонатов было очень велико и не могло размещаться на заводе. В последующие годы музей продолжал пополняться. Возникла необходимость в новом здании. В конце 1970-х годов здание бывшего Богоявленского собора на территории Тульского кремля было передано оружейному заводу. По решению музейщиков все экспонаты музея оружия было решено разместить в нём. 18 мая 1989 года после реставрации здания и размещения коллекции музей был открыт.
Значимость музея подтверждается и высшими наградами на выставках в Филадельфии в 1876 году и на Всемирной выставке в Париже в 1900 году. В музее хранится большая коллекция оружия, созданного Сергей Иванович Мосиным, авиационные пулемёты и пушки, стрелково-пушечное вооружение, восточное оружие, западноевропейское огнестрельное оружие и многие другие редкие экспонаты.
В 2012 году открылось новое здание Тульского музея оружия на набережной им. д-ра Дрейера реки Упы в Заречье. Оно имеет характерную форму старинного шлема-шишака. 23 февраля 2015 года в новом здании музея открылась новая постоянная экспозиция «История стрелкового и холодного оружия с XIV века до современности», в которой широко используются мультимедийные комплексы (видеостены, интерактивные игровые и познавательные комплексы «Рассказчик», «Жизнь за окном», «Представь себя», «Энциклопедия оружия», голографические витрины, электронные этикетки и т. д.). В периферийной части залов размещены инсталляции, которые в сочетании с проекционными экранами обеспечивают эффект присутствия, например, в мастерской оружейного завода XIX в. или в окопе Первой мировой войны. В экспозиции также представлены детские интерактивные зоны. Погрузиться в атмосферу военного времени в разные периоды истории помогут проекционные мини-кинотеатры.
На территории у нового здания Тульского государственного музея оружия размещается выставка российской военной техники II половины XX века «Стальные стражи», на которой представлены уникальные образцы вооружения: зенитно-ракетный комплекс 2К12М1 «Куб-М1», реактивные системы залпового огня «Град» и «Смерч», зенитная самоходная установка ЗСУ-23-4 «Шилка», основной боевой танк Т-80 и средний танк Т-55А, боевая машина пехоты БМП-1П с повышенной огневой мощью, боевая машина десанта БМД-1П с повышенной огневой мощью при стрельбе по бронированным целям, радиолокационный комплекс (РЛК) «Зоопарк-1», 30-мм облегченная автоматическая артиллерийская установка АК-306, 30-мм автоматическая артиллерийская установка АК-630М, 30-мм автоматическая артиллерийская установка АК-630М-2 «Дуэт».
9 марта 2023 года в здании собора состоялось открытие выставочного и культурно-просветительского центра музея оружия. В центре для посетителей открыта выставка «И была на Туле сеча великая», посвященная 470-летию обороны Тульского кремля от войск крымского хана Девлет I Герая и 150-летию со дня основания Тульского музея оружия. На выставке представлены более 250 экспонатов, среди которых как подлинные предметы, так и воссозданные по методу научной реконструкции образцы снаряжения и вооружения XVI—XVIII веков.
21 июня 2023 года коллектив Тульского музея оружия удостоен Благодарности Президента Российской Федерации за заслуги в развитии отечественной культуры и искусства, многолетнюю плодотворную деятельность.